# Teddy Thompson

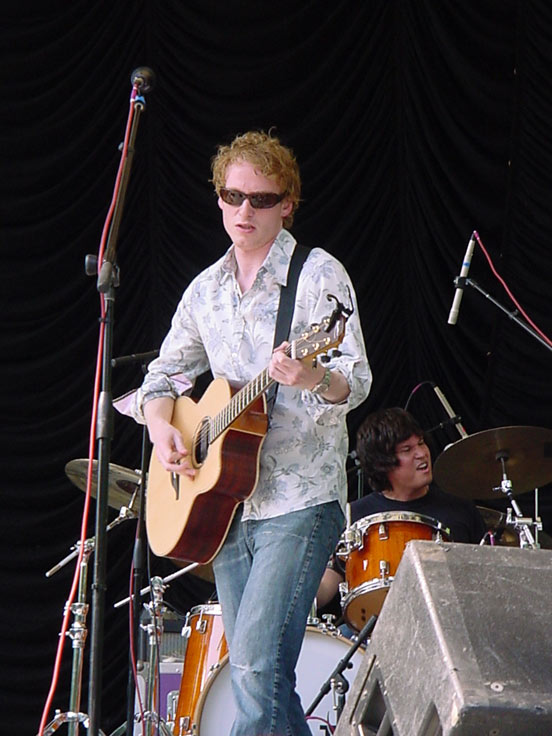
Teddy Thompson

Teddy Thompson (Londen, 19 februari 1976) is een Brits singer-songwriter.
Thompson werd geboren in een Londense soeficommune. Hij is de zoon van folk-rockmuzikanten Richard en Linda Thompson en de broer van zangeres Kamila Thompson.
Op zijn 18e verhuisde Thompson naar Los Angeles om zijn muziekcarrière te beginnen. In 2000 bracht hij zijn debuutalbum Teddy Thompson uit dat goede kritieken kreeg maar weinig verkocht werd. In 2005 volgde het album Separate Ways en in 2007 Upfront and Down Low. In de jaren daarna A Piece of What You Need, Bella en Little Windows.
Thompson speelde samen met onder andere Rufus Wainwright en Beth Orton. Daarnaast speelde hij op het door Keane georganiseerde, en op dvd verschenen, "Curate A Night For Warchild".

## Discografie
- L.A. (ep) (1999)
- Teddy Thompson (2000)
- Blunderbuss (ep) (2004)
- Separate Ways (2005)
- Upfront and Down Low (2007)
- A Piece of What You Need (2008)
- Bella (2011)
- Little Windows (2016) (met Kelly Jones)
- Heartbreaker Please (2020)
- My Love of Country (2023)
- Once More: Sing the Great Country Duets (2023) (met Jenni Muldaur)

## Compilaties/Soundtracks
- Psycho Soundtrack (1998) - "Psycho"
- Brokeback Mountain Soundtrack (2006) - "I Don't Want to Say Goodbye," co-lead "King of the Road" (met Rufus Wainwright)
- Q Covered: The Eighties (2006) - "Don't Dream it's Over"
- Leonard Cohen: I'm Your Man Soundtrack (2006) - "The Future," "Tonight Will Be Fine"
- Rogue's Gallery: Pirate Ballads, Sea Songs, and Chanteys Compilatie (2006) - "Sally Brown"